# Yi (filosofia)
En la filosofia xinesa, el yi (义 en xinès simplificat, 義 en xinès tradicional; yì en pinyin) fa referència a la rectitud, la justícia i la moralitat. En el confucianisme el yi implica una disposició moral per fer el bé, i també la intuïció i la sensibilitat per fer-ho de manera competent.Yi representa una perspicàcia moral que va més enllà del simple seguiment de les regles, implicant una comprensió equilibrada d'una situació i la "visió creativa" i la capacitat de generació de decisions necessàries per aplicar les virtuts de manera adequada en una situació sense perdre la perspectiva del bé conjunt.
Yi ressona amb l'orientació de la filosofia confuciana cap al cultiu de la benevolència (ren) i la propietat ritual (li). En aplicació yi és un "principi complex" que engloba:
1. habilitat per elaborar accions que tinguin aptitud moral segons una situació concreta determinada
2. el savi reconeixement d'aquesta forma física
3. la satisfacció intrínseca que deriva d'aquest reconeixement

En el taoisme el llibre Zhuangzi parla de la relació entre yi (rectitud) i de (virtut).